# Заполье (Выбитское сельское поселение)
Заполье — деревня в Солецком районе Новгородской области.

## География
Находится в западной части Новгородской области на расстоянии приблизительно 9 км на юг по прямой от районного центра города Сольцы.

## История
На карте 1847 года уже была обозначена. В 1909 году здесь (Старорусский уезд Новгородской губернии) было учтено 35 дворов. До 2020 года входила в состав Выбитского сельского поселения.

## Население
Численность населения: 205 человек (1909 год), 2 (русские 100 %) в 2002 году, 6 в 2010.